# Józef Marcinkiewicz
A nu se confunda cu scriitorul Józef Mackiewicz!
Józef Marcinkiewicz (pronunție în poloneză: [ˈjuzɛf mart͡ɕinˈkʲevʲit͡ʂ]; n. 30 martie 1910 la Cimoszka, lângă Białystok Polonia – d. 1940 la Harkiv, URSS) a fost un matematician polonez.
L-a avut ca profesor pe Antoni Zygmund și a lucrat cu matematicieni valoroși ca Juliusz Schauder și Stefan Kaczmarz.
A fost profesor la Universitatea din Vilnius.
După izbucnirea celui de-al Doilea Război Mondial, a fost arestat ca prizonier de război de trupele sovietice și se pare că și-a pierdut viața în masacrul de la Katyń.
O soartă similară au avut și părinții săi, care au murit de foame într-un lagăr rus.
Mai multe concepte matematice îi poartă numele:
- teorema înmulțirii a lui Mackiewicz
- teorema de interpolare a lui Mackiewicz
- inegalitatea Marcinkiewicz–Zygmund.